# Keude Jungka Gajah
Keude Jungka Gajah is een bestuurslaag in het regentschap Aceh Utara van de provincie Atjeh, Indonesië. Keude Jungka Gajah telt 205 inwoners (volkstelling 2010).